# Scleritoderma cyanea
Scleritoderma cyanea är en svampdjursart som beskrevs av van Soest och Stentoft 1988. Scleritoderma cyanea ingår i släktet Scleritoderma och familjen Scleritodermidae.
Artens utbredningsområde är havet kring Barbados. Inga underarter finns listade i Catalogue of Life.